# Dipodomys gravipes
Dipodomys gravipes es una especie de roedor de la familia Heteromyidae.

## Distribución geográfica
Es  endémica de México.

## Hábitat
Su hábitat natural son los desiertos de la península de Baja California. Su hábitat se encuentra vulnerable por la expansión de las tierras agrícolas. Ha habido registros de la especie en la Reserva Natural Monte Ceniza, en San Quintín, y en la Reserva Natural Valle Tranquilo (ambas son Áreas Destinadas Voluntariamente a la Conservación, sin protección federal, pero certificadas por la Comisión Nacional de Áreas Naturales Protegidas, en México). 

## Estado de conservación
Se encuentra amenazada de extinción por la pérdida de su hábitat natural. La especie no fue vista desde 1986, por lo que fue declarada por autoridades mexicanas como "especie probablemente extinta en zonas silvestres"; sin embargo, entre 2017 y 2018 la especie fue re descubierta en las inmediaciones de la Bahía de San Quintín, si bien aún no existe un estudio poblacional de la especie.